# Abraham de Galitch
Saint Abraham de Galitch (russe : Авраамий Галичский) ou de Gorodets (mort vers le 20 juillet 1375) est un abbé (higoumène) de l'Église orthodoxe russe, disciple de saint Serge de Radonège, qui fut le fondateur d'un monastère au bord du lac de Galitch et de trois autres au bord du lac de Tchoukhloma près de Galitch (dans l'actuel oblast de Kostroma). Il est fêté le 20 juillet (calendrier julien) dans l'Église orthodoxe russe. 

## Vie et dévotion
On ne connaît pas le lieu et la date de naissance d'Abraham. D'après les historiens, il est d'abord moine au monastère des Grottes de Nijni Novgorod, puis à la laure de la Trinité-Saint-Serge. Ensuite, il part avec la bénédiction de saint Serge de Radonège pour la principauté de Galitch où il fonde le premier monastère de la région, devenu ensuite le monastère Saint-Abraham de Novozaozersk (russe : Авраамиев Новозаозерский), en l'honneur de la Dormition de la Mère de Dieu, sur la rive nord-est du lac de Galitch. Sa légende précise qu'il s'est installé dans les terres du prince Dimitri de Galitch, souverain en 1360-1363. Plus tard, Abraham fonde trois autres monastères, dont le futur monastère Saint-Abraham-de-Gorodets placé sous le vocable de la Protection de la Mère de Dieu, sur la rive nord du lac Tchoukhloma,,. Tous ces monastères, sauf celui de Gorodets, ont été supprimés au XVIIIe siècle pour devenir simplement églises paroissiales.

## Mort
Abraham meurt dans la chapelle près du monastère où il s'était retiré peu avant sa mort, vers 1375. D'après son hagiographie, ce serait le 20 juillet 1375 ; mais les historiens D.F. Priloutski et Evgueni Goloubinski pensent que sa mort est survenue un peu plus tard, étant donné que le prince Youri Dmitrievitch, tenu pour son contemporain, n'a hérité des terres de Galitch qu'en 1389.
Une église de pierre dédiée à la Protection de la Mère de Dieu est construite sur sa tombe en 1608-1637, puis après la ruine du monastère une autre église sst construite en 1857-1867, placée sous le vocable de la Mère de Dieu de Tendresse. C'est à l'initiative de l'archevêque de Kostroma, Cassien (Iaroslav), en 1981 que le vénérable moine Abraham est inscrit à la liste des saints de Kostroma.

## Vénération
Abraham est inscrit deux fois à la liste des saints locaux : en 1553 et en 1621. Son hagiographie est compilée en 1548-1553 par l'abbé du monastère de Gorodets, Protaise.
Sa fête est fixée au 20 juillet dans le calendrier julien.